# Слюсаренко Юрій Вікторович
Юрій Вікторович Слюсаренко (24 січня 1957 , Лісний, Кіровська область ) — український фізик, дійсний член Національної академії наук України. Узагальнив метод скороченого описання для побудови мікроскопічної теорії довгохвильових флуктуацій, передбачив та описав низку нових фазових перетворень у квантових рідинах.

## Життєпис
Народився 24 січня 1957 року у селищі міського типу Лісний Кіровської області (тоді СРСР, зараз Росія). В 1980 році закінчив Харківський університет, після чого залишався там працювати до 1991 року. 6 червня 1984 року захистив кандидатську дисертацію за спеціальністю Теоретична фізика.
З 1991 року Юрій Вікторович Слюсаренко працює у Харківському фізико-технічному інституті (з 2003 — начальник відділу).
25 грудня 1996 року захистив докторську дисертацію.
Наукові праці в галузі статистичної фізики, фізики конденсованого стану, теорії релаксаційних та стохастичних процесів, фізики квантових рідин, фізики поверхні, радіаційної фізики. Узагальнив метод скороченого описання для побудови мікроскопічної теорії довгохвильових флуктуацій, передбачив та описав низку нових фазових перетворень у квантових рідинах.

## Відзнаки
- лауреат Державної премії України в галузі науки і техніки (2020)[2]